# Pauna
Pauna es un municipio colombiano ubicado en la provincia de Occidente en el departamento de Boyacá. Se encuentra a 149 km de Tunja, la capital del departamento.
El municipio limita al norte con Florián (Santander), al sur con Caldas y Maripí, al oriente con Briceño y Tununguá y al occidente con Otanche y San Pablo de Borbur.

## Toponimia

### Origen lingüístico[3]
- Familia lingüística: Caribe
- Lengua: Muzo

### Origen / Motivación
Al parecer el nombre del municipio se relaciona con la denominación que los primeros habitantes tenían del lugar a la llegada de los españoles.

### Nombres históricos
- Canipa (1784)
- Topogrande (siglos XVII y XVIII)

## Economía
Las actividades económicas principales en el municipio son la agricultura, la ganadería, la piscicultura y la silvicultura. Los principales productos agrícolas son el maíz, la yuca, el café, el cacao y el plátano.

## Parroquia de San Roque
En la plaza principal de Pauna se encuentra la Iglesia de San Roque. En ella se venera a la Virgen María en su advocación de Nuestra Señora del Topo, ya que en la vereda de Topo Grande de este municipio, la imagen original se iluminó de una manera extraordinaria en 1608. Los habitantes del lugar y el Conquistador García Varela fueron testigos de este suceso y el gobernador encargado del Arzobispado ordenó trasladar la imagen en 1610 a la Catedral de Bogotá donde hoy se encuentra en una capilla principal.